# Rhyacophila cupressorum
Rhyacophila cupressorum är en nattsländeart som beskrevs av Martynov 1913. Rhyacophila cupressorum ingår i släktet Rhyacophila och familjen rovnattsländor. Inga underarter finns listade i Catalogue of Life.